# Saison 2006 de l'équipe cycliste Saunier Duval-Prodir
L'Équipe cycliste Saunier Duval-Prodir participait en 2006 au ProTour.

## Préparation de la saison 2006

### Arrivées et départs
| Arrivées                       | Équipe 2005                          |
| ------------------------------ | ------------------------------------ |
| José Alberto Benítez           | Spiuk-Semar                          |
| Charles Dionne                 | Webcor Builders                      |
| Alberto Fernández de la Puebla | Saunier Duval-Prodir amateur         |
| Koldo Gil                      | Liberty Seguros-Wûrth                |
| Piotr Mazur                    | Sikl-Moser                           |
| Javier Mejías                  | Saunier Duval-Prodir amateur         |
| David Millar                   | Cofidis (2004, retour de suspension) |
| Aaron Olsen                    | Colavita Olive Oil-Sutter Home Wines |
| Luciano Pagliarini             | Liquigas-Bianchi                     |
| Riccardo Riccò                 | Grassi-Marco Pantani                 |
| Christophe Rinero              | RAGT Semences                        |
| Gilberto Simoni                | Lampre-Caffita                       |
| Guido Trentin                  | Cofidis                              |
| Carlos Zarate                  | Comunidad Valenciana                 |

| Départs               | Équipe 2006                    |
| --------------------- | ------------------------------ |
| Rafael Casero         | 3 Molinos Resort               |
| Iñigo Cuesta          | CSC                            |
| Juan Carlos Domínguez | Unibet.com                     |
| Ángel Edo             | Andalucía-Paul Versan          |
| Joaquim Rodríguez     | Caisse d'Épargne-Illes Balears |
| Juan Manuel Garate    | Quick Step-Innergetic          |
| Chris Horner          | Davitamon-Lotto                |
| Fabian Jeker          | Retraite                       |
| Manuel Quinziato      | Liquigas                       |
| Ivan Ravaioli         | Retraite                       |
| Andrea Tafi           | Retraite                       |
| Constantino Zaballa   | Caisse d'Épargne-Illes Balears |

## Effectif
| Cycliste                       | Date de naissance | Nationalité | Équipe 2005          |
| ------------------------------ | ----------------- | ----------- | -------------------- |
| José Alberto Benítez           | 14.11.1981        | Espagne     | Spiuk                |
| Rubens Bertogliati             | 09.05.1979        | Suisse      |                      |
| David Cañada                   | 11.03.1975        | Espagne     |                      |
| Juan José Cobo                 | 11.02.1981        | Espagne     |                      |
| David de la Fuente             | 04.05.1981        | Espagne     |                      |
| Charles Dionne                 | 15.03.1979        | Canada      | Webcor Builders      |
| Arkaitz Durán                  | 18.05.1985        | Espagne     |                      |
| Alberto Fernández de la Puebla | 17.09.1984        | Espagne     | Néo-professionnel    |
| Nicolas Fritsch                | 19.12.1978        | France      |                      |
| Koldo Gil                      | 16.01.1978        | Espagne     | Liberty Seguros      |
| Ángel Gómez                    | 13.05.1981        | Espagne     |                      |
| José Ángel Gómez Marchante     | 30.05.1980        | Espagne     |                      |
| Rubén Lobato                   | 01.09.1978        | Espagne     |                      |
| Piotr Mazur                    | 02.12.1982        | Pologne     | Néo-professionnel    |
| Javier Mejías                  | 30.09.1983        | Espagne     | Néo-professionnel    |
| David Millar                   | 04.01.1977        | Royaume-Uni | Suspendu pour dopage |
| Manuele Mori                   | 09.08.1980        | Italie      |                      |
| Aaron Olsen                    | 11.01.1978        | États-Unis  | Colavita Olive Oil   |
| Luciano Pagliarini             | 18.04.1978        | Brésil      | Liquigas Bianchi     |
| Leonardo Piepoli               | 29.09.1971        | Italie      |                      |
| Marco Pinotti                  | 25.02.1976        | Italie      |                      |
| Riccardo Riccò                 | 01.09.1983        | Italie      | Néo-professionnel    |
| Christophe Rinero              | 29.12.1973        | France      | R.A.G.T Semences     |
| Gilberto Simoni                | 25.08.1971        | Italie      | Lampre-Caffita       |
| Guido Trentin                  | 24.11.1975        | Italie      | Cofidis              |
| Francisco Ventoso              | 06.05.1982        | Espagne     |                      |
| Carlos Zarate                  | 01.07.1980        | Espagne     | Comunidad Valenciana |
| Oliver Zaugg                   | 09.05.1981        | Suisse      |                      |

## Victoires
| Date       | Course                                                 | Pays    | Classe | Vainqueur                  |
| ---------- | ------------------------------------------------------ | ------- | ------ | -------------------------- |
| 25/03/2006 | 5e étape de la Semaine internationale Coppi et Bartali | Italie  | 2.1    | Riccardo Riccò             |
| 08/04/2006 | 5e étape B du Tour du Pays basque                      | Espagne | PT     | José Ángel Gómez Marchante |
| 08/04/2006 | Classement général du Tour du Pays basque              | Espagne | PT     | José Ángel Gómez Marchante |
| 20/05/2006 | 13e étape du Tour d'Italie                             | Italie  | PT     | Leonardo Piepoli           |
| 21/05/2006 | Classement général du Tour de Catalogne                | Espagne | PT     | David Cañada               |
| 24/05/2006 | 17e étape du Tour d'Italie                             | Italie  | PT     | Leonardo Piepoli           |
| 31/05/2006 | 1re étape de la Bicyclette basque                      | Espagne | 2.HC   | Koldo Gil                  |
| 03/06/2006 | 4e étape de la Bicyclette basque                       | Espagne | 2.HC   | Francisco Ventoso          |
| 04/06/2006 | 5e étape de la Bicyclette basque                       | Espagne | 2.HC   | Koldo Gil                  |
| 04/06/2006 | Classement général de la Bicyclette basque             | Espagne | 2.HC   | Koldo Gil                  |
| 15/06/2006 | 6e étape du Tour de Suisse                             | Suisse  | PT     | Koldo Gil                  |
| 22/06/2006 | Championnat de Pologne du contre-la-montre             | Pologne | CN     | Piotr Mazur                |
| 28/08/2006 | 3e étape du Tour d'Espagne                             | Espagne | PT     | Francisco Ventoso          |
| 09/09/2006 | 14e étape du Tour d'Espagne                            | Espagne | PT     | David Millar               |

### Résultats sur les courses majeures
Les tableaux suivants représentent les résultats de l'équipe dans les principales courses du calendrier international (les cinq classiques majeures et les trois grands tours). Pour chaque épreuve est indiqué le meilleur coureur de l'équipe, son classement ainsi que les accessits obtenus par Saunier Duval-Prodir sur les courses de trois semaines.

#### Classiques
| Classique            | Milan-San Remo    | Tour des Flandres         | Paris-Roubaix            | Liège-Bastogne-Liège  | Tour de Lombardie  |
| -------------------- | ----------------- | ------------------------- | ------------------------ | --------------------- | ------------------ |
| Coureur (classement) | Ángel Gómez (53e) | Aucun coureur à l'arrivée | Luciano Pagliarini (76e) | Gilberto Simoni (22e) | Oliver Zaugg (28e) |

#### Grands tours
| Grand tour           | Tour d'Italie                          | Tour de France     | Tour d'Espagne                                        |
| -------------------- | -------------------------------------- | ------------------ | ----------------------------------------------------- |
| Coureur (classement) | Gilberto Simoni (3e)                   | Tiesj Benoot (59e) | José Ángel Gómez Marchante (5e)                       |
| Accessits            | 2 victoires d'étape (Leonardo Piepoli) | -                  | 2 victoires d'étape (Francisco Ventoso, David Millar) |

## Classements UCI ProTour

### Individuel
| Rang | Coureur                    | Points |
| ---- | -------------------------- | ------ |
| 23   | José Ángel Gómez Marchante | 97     |
| 43   | Gilberto Simoni            | 58     |
| 48   | Leonardo Piepoli           | 55     |
| 50   | David Cañada               | 50     |
| 52   | Koldo Gil                  | 48     |
| 86   | Manuele Mori               | 28     |
| 128  | Francisco Ventoso          | 9      |
| 133  | David Millar               | 8      |
| 196  | Aaron Olsen                | 2      |
| 197  | Marco Pinotti              | 2      |
| 198  | Riccardo Riccò             | 2      |
| 203  | Juan José Cobo             | 1      |

### Équipe
L'équipe Saunier Duval - Prodir a terminé à la 9e place avec 268 points.